# Adevărul

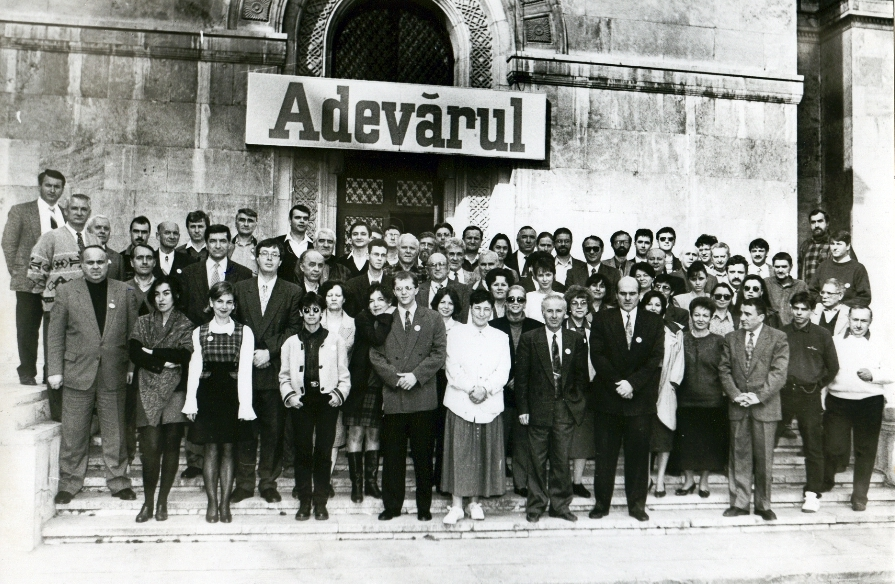
Bild der Redaktion um 1993

Adevărul (rumänisch Wahrheit), vor der Rechtschreibreform 1993 Adevĕrul, ist eine rumänische Tageszeitung, die in Bukarest erscheint.

## Bedeutung
Adevărul ist mit einer monatlichen Auflage von 152.720 gedruckten Exemplaren die viertgrößte rumänische Zeitung nach Libertatea, Evenimentul Zilei und România Liberă mit 1.312.960, 281.800 und 251.875 Stück (Juni 2018).

## Geschichte
Sie sieht sich in der Tradition der 1871 in Iași gegründeten und später mehrfach wiedergegründeten Zeitung Adevĕrul, was die damalige rumänische Schreibweise für den Begriff „Wahrheit“ war. Zeitweise erschien diese auch als Adeverului oder Adeverulu.
Auch in der jüngeren Geschichte Rumäniens wurde das Erscheinen der Zeitung mehrmals unterbrochen. Während der faschistischen Diktatur in Rumänien seit 1937 wurde Adevĕrul als „jüdisch“ verboten. Während der kommunistischen Diktatur konnte sie nur im Zeitraum 1945–1951 erscheinen und wurde bis Ende 1989 geschlossen.
Die erste Ausgabe der heutigen Zeitung erschien am 25. Dezember 1989 unmittelbar nach dem Sturz des rumänischen Diktators Nicolae Ceaușescu.
Bis in die frühen 2000er Jahre stand sie der Nationalen Rettungsfront sowie der rumänischen Regierung unter Ion Iliescu nahe und wurde wegen antiziganistischer Äußerungen kritisiert.
Die Zeitung vertritt seit den 2010er Jahren einen wirtschaftsliberalen Standpunkt, ohne sich dabei an einzelnen politischen Parteien Rumäniens zu orientieren.
Gegenwärtig erscheint auch eine eigene Ausgabe in der Republik Moldau.